# Jacques Almira
Jacques Almira, tên khai sinh là Jacques Schaetzle năm 1950, là một nhà văn người Pháp, người đoạt giải Prix Médicis năm 1975.

## Tác phẩm
- 1975: Le Voyage à Naucratis, Prix Médicis
- 1978: Le Passage du désir, Gallimard
- 1979: Le Marchand d'oublies, Gallimard
- 1984: Terrass Hôtel, Gallimard
- 1986: La Fuite à Constantinople, Prix des libraires
- 1988: Le Sémaphore, Gallimard
- 1990: Le Bal de la guerre ou la Vie de la princesse des Ursins, Gallimard
- 1991: La Reine des zoulous, Mercure de France
- 1992: Le Bar de la mer, Gallimard
- 1993: Le Manège, Gallimard
- 1998: Le Salon des apogées ou la Vie du prince Eugène de Savoie, Gallimard
- 2002: La Norme, Buchet/Chastel [fr]